# Leiobunum seriatum
Leiobunum seriatum is een hooiwagen uit de familie Sclerosomatidae.